# Silence (film, 2012)
Pour les articles homonymes, voir Silence (homonymie).
Pour plus de détails, voir Fiche technique et Distribution.
Silence (Sessiz - Be Deng) est un film turc réalisé par L. Rezan Yeşilbaş, sorti en 2012.

## Synopsis
Des femmes attendent devant la prison de Diyarbakır.

## Fiche technique
- Titre : Silence
- Titre original : Sessiz - Be Deng
- Réalisation : L. Rezan Yeşilbaş
- Scénario : L. Rezan Yeşilbaş
- Photographie : Türksoy Gölebeyi
- Montage : Bugra Dedeoglu
- Production : L. Rezan Yeşilbaş
- Pays :  Turquie
- Genre : Drame
- Durée : 14 minutes
- Dates de sortie : 
  -  France : 26 mai 2012 (festival de Cannes)

## Distribution
- Belçim Bilgin : Zeynep
- Cem Bender : Hüseyin

## Distinctions
Le film a obtenu la Palme d'or du court métrage lors du festival de Cannes 2012.